# 모바일 결제
모바일 결제( - 決濟, 영어: mobile payment, mobile money, mobile money transfer, mobile wallet)는 휴대폰, 스마트폰, 태블릿PC 등의 모바일 기기를 통해 온오프라인 상에서 제품 또는 서비스를 구매하는 기술이다. 
크게 NFC 등의 근거리 통신을 이용하는 방식과 클라우드를 이용하는 방식이 있다.
NFC 방식은 가치 정보를 사용자의 스마트폰 내장 칩셋에 저장한다. 
대한민국의 모바일 교통카드가 그 예다. 
유의어로 모바일 카드라고도 하며 이 또한 결제를 위해 USIM 카드에 추가되는 체크 카드나 신용 카드 기능을 의미하며 NFC 방식에 의존한다(안드로이드에서 지원되지만 iOS에서는 지원되지 않는다.) 
NFC 방식을 활용하려면 해당 장치가 NFC 칩셋과 실행 어플리케이션이 필요하고, 판매자가 지불 결제를 위한 단말기(시내버스 교통단말기)가 필요하다. 
NFC 방식은 편리하지만 아직 NFC 리더 보급률이 낮은 것이 단점이다.
클라우드 방식은 정보를 클라우드 서버에 저장하고 이를 무선통신을 이용해 필요할 때 불러오는 방식이다. 
미국의 페이팔 '프리오러티 모멘츠(Priority Moments)'등이 대표적인 사례이다. 
이 방식은 서버에서 정보를 받을 단말기와 앱만 있으면 된다. 
바코드나 QR 코드 이미지를 사용자 단말기로 전송해 기존 POS에서 읽을 수 있어서 즉시 적용가능하지만, 인터넷이 필수라는 단점이 있다. 
데이터가 온라인에 저장되어 있어서 오프라인보다는 온라인에 더 적합하다.
대표적인 서비스로 미국의 페이팔, 구글 체크아웃, 중국의 알리페이, 일본의 편의점 결제 등이 있다.

## 같이 보기
- 현금 없는 사회